# Selkäsaari (ö i Norra Österbotten, Koillismaa, lat 65,64, long 28,40)
Selkäsaari är en ö i Finland. Den ligger i sjön Koitijärvi och i kommunen Taivalkoski i den ekonomiska regionen  Koillismaa ekonomiska region  och landskapet Norra Österbotten, i den nordöstra delen av landet, 600 km norr om huvudstaden Helsingfors. Öns area är 0,4 hektar och dess största längd är 100 meter i sydväst-nordöstlig riktning.